# Djupedalia
Djupedalia es un género monoespecífico extinto de plesiosauroide que vivió en el Jurásico superior de lo que hoy es Svalbard, Noruega.
Sus restos fósiles aparecieron en 2009 en Spitsbergen, en la Formación Agardhfjellet, y se ha datado en el Volgiano medio. El espécimen holotipo (PMO 216.839) pertenece a un plesiosaurio juvenil conservado parcialmente.